# Metropolitana de Sevilla
Die Comarca Metropolitana de Sevilla ist eine der neun Comarcas in der Provinz Sevilla. Sie wurde, wie alle Comarcas in der Autonomen Gemeinschaft Andalusien, mit Wirkung zum 28. März 2003 eingerichtet.
Die im Zentrum der Provinz gelegene Comarca umfasst die Hauptstadtregion mit 22 Gemeinden auf einer Fläche von 1.484,22 km².

## Lage
|               | Sierra Norte                                | Vega del Guadalquivir       |
| Aljarafe      | Kompassrose, die auf Nachbargemeinden zeigt | Campiña de Carmona          |
| Provinz Cádiz | Bajo Guadalquivir                           | Campiña de Morón y Marchena |

## Gemeinden
| Gemeinde                         | Einwohner (2024) | Fläche km² | Dichte Einw./km² | Cod INE | Postleitzahl       |
| -------------------------------- | ---------------- | ---------- | ---------------- | ------- | ------------------ |
| Alcalá de Guadaíra               | 76.922           | 284,61     | 270              | 41004   | 41500              |
| Almensilla                       | 6.653            | 14,31      | 465              | 41010   | 41111              |
| Bormujos                         | 22.970           | 12,17      | 1.887            | 41017   | 41930              |
| Camas                            | 28.705           | 11,65      | 2.464            | 41021   | 41900              |
| Castilleja de Guzmán             | 2.863            | 2,06       | 1.390            | 41028   | 41908              |
| Castilleja de la Cuesta          | 17.153           | 2,23       | 7.692            | 41029   | 41950              |
| Coria del Río                    | 31.095           | 61,99      | 502              | 41034   | 41100              |
| Dos Hermanas                     | 140.430          | 160,52     | 875              | 41038   | 41700–41704, 41089 |
| Espartinas                       | 16.482           | 22,74      | 725              | 41040   | 41730              |
| Gelves                           | 10.473           | 8,18       | 1.280            | 41044   | 41120              |
| Gines                            | 13.524           | 2,90       | 4.663            | 41047   | 41960              |
| Isla Mayor                       | 5.781            | 114,38     | 51               | 41902   | 41140              |
| Mairena del Aljarafe             | 47.898           | 17,70      | 2.706            | 41059   | 41927              |
| Palomares del Río                | 9.277            | 13,00      | 714              | 41070   | 41928              |
| La Puebla del Río                | 11.871           | 374,73     | 32               | 41079   | 41130              |
| La Rinconada                     | 40.529           | 139,48     | 291              | 41081   | 41309              |
| Salteras                         | 5.580            | 57,46      | 97               | 41085   | 41909              |
| San Juan de Aznalfarache         | 23.090           | 4,11       | 5.618            | 41086   | 41920              |
| Santiponce                       | 8.625            | 8,38       | 1.029            | 41089   | 41970              |
| Sevilla                          | 687.488          | 141,31     | 4.865            | 41091   | 41001–41080        |
| Tomares                          | 25.488           | 5,17       | 4.930            | 41093   | 41940              |
| Valencina de la Concepción       | 8.080            | 25,14      | 321              | 41096   | 41907              |
| Comarca Metropolitana de Sevilla | 1.240.977        | 1.484,22   | 836              | –       | –                  |

## Nachweise
1. ↑  Instituto Nacional de Estadística Municipal Register of Spain
2. ↑  Orden de 14 de marzo de 2003, por la que se aprueba el mapa de comarcas de Andalucía a efectos de la planificación de la oferta turística y deportiva, Boletín Oficial de la Junta de Andalucía (Amtsblatt der Regierung von Andalusien), Nr. 59 vom 27. März 2003, S. 6248